# 罕夷
罕夷（？—？），春秋时期晋国的大夫，罕氏。
前660年，晋献公命令太子申生率领晋国上军，由罕夷率领下军，攻打赤翟别种的东山皋落氏。狐突御戎，先友为車右，梁余子养御戎罕夷，先丹木为車右。羊舌大夫为尉。让太子穿着左右两种颜色的衣服，表示晋献公有意疏远太子；佩带金玦，暗示恩义断绝。罕夷說：“雜色衣服代表不合規定，金玦表示不用回來，國君已經有別的心意了。”